# Narcyz biały
Narcyz biały (Narcissus poeticus L.) – gatunek rośliny należący do rodziny amarylkowatych. Występuje w naturze w południowo-zachodniej Europie – od południowo-środkowej Francji, po środkową Hiszpanię, przez południowe stoki Alp po południowe Włochy i północno-zachodnią część Grecji. Uprawiany jako roślina ozdobna (w gruncie i doniczkach), przy czym dziczeje z upraw i w wielu miejscach, także na północ od zasięgu naturalnego, już jest zadomowiony; w Polsce rośnie miejscami zdziczały w parkach i na cmentarzach. Gatunek jest wykorzystywany w przemyśle perfumeryjnym. Roślina trująca.

## Morfologia

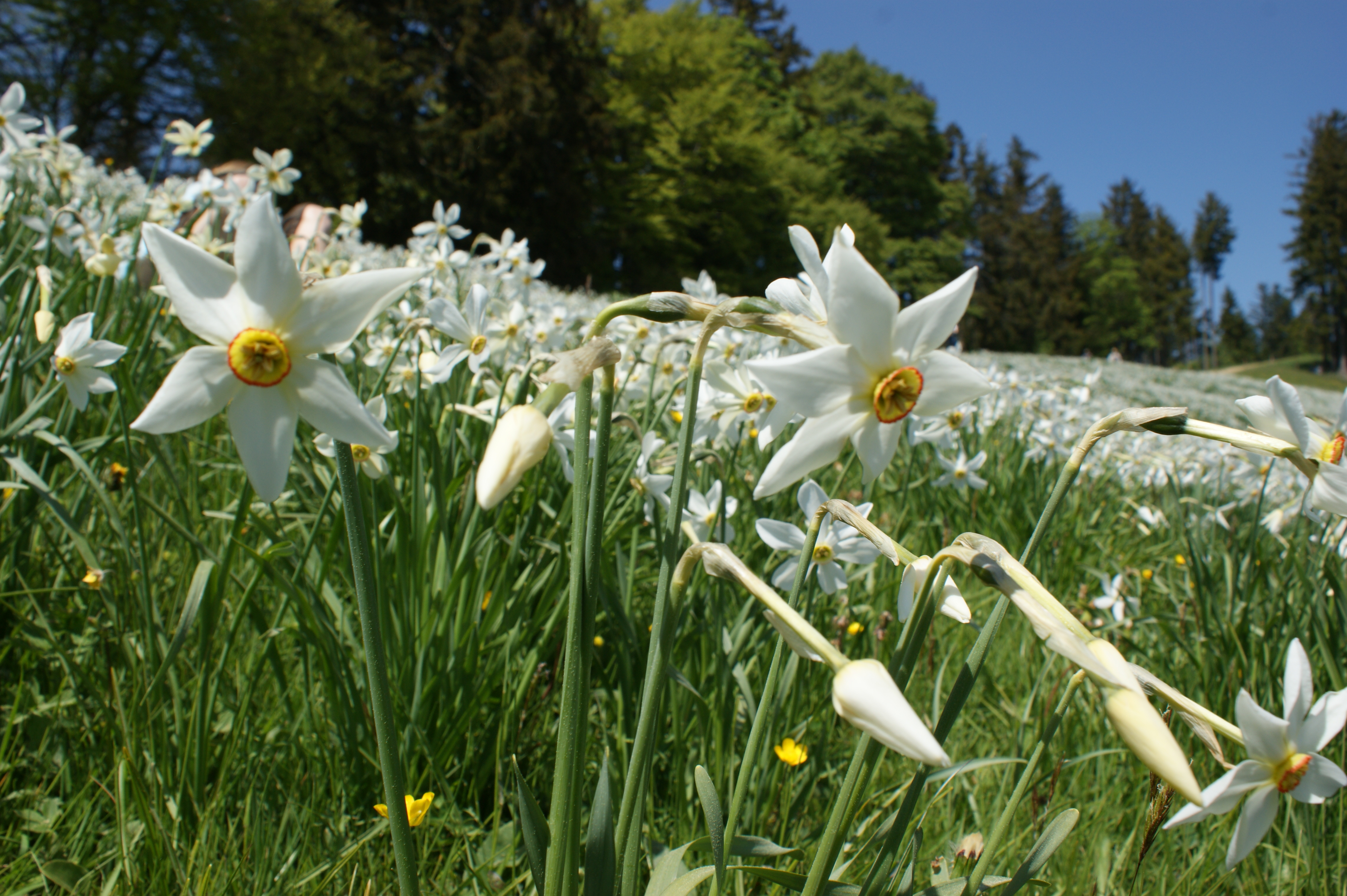
Łąka z Narcissus poeticus subsp. radiiflorus

Gatunek zmienny, zwłaszcza pod względem kształtu listków okwiatu, budowy przykoronka i pręcikowia.
PokrójGeofit z cebulą o długości do 4 cm. W wyniku powstawania wegetatywnych cebul potomnych zwykle rośnie w kępach. Osiąga do 40–50 cm wysokości.
LiścieOdziomkowe, zwykle cztery, szarozielone, płaskie, o szerokości od 5 do 9 mm lub do 13 mm.
KwiatyWyrastają zwykle pojedynczo na spłaszczonym głąbiku, na szypułce długości od 1 do 4 cm u nasady z błoniastą podsadką o długości od 3 do 5 cm. Listki okwiatu mają od 1,5 do 3 cm długości i są białe do jasnokremowych. Mają kształt lancetowatoklinowaty do jajowatookrągłego, często zachodzą na siebie. Przykoronek żółty z czerwonym brzegiem jest deskowaty lub cylindryczny, o średnicy od 8 do 14 mm i wysokości do 3 mm. Pręciki w dwóch nierównych okółkach po trzy.
OwoceTorebki.
Gatunki podobneNarcyz późny N. serotinus o podobnym wyglądzie (ale m.in. liście pojedyncze lub dwa, walcowate) kwitnie od września do listopada.

## Biologia i ekologia
Gatunek kwitnie od kwietnia do maja, ewentualnie do czerwca. Rośnie w naturze na wilgotnych łąkach, w górach po piętro subalpejskie.
Roślina jest trująca z powodu zawartego w cebuli alkaloidu – narcypoetyny.

## Zastosowanie
Ze względu na swoje efektowne kwiaty i wczesną porę kwitnienia gatunek uprawiany jest w gruncie i pojemnikach jako roślina ozdobna. Stosowany jest także w przemyśle perfumeryjnym.